# 欧元峰会
欧元峰会是欧元区成员国（采用欧元的欧洲联盟成员国）國家元首或政府首脑举行的会议，不同於歐盟理事會定期舉行的歐盟高峰會，即所有歐盟領導人的會議。

## 歷史
歐元峰會最初是歐元集團的一個分支，即歐元區成員國財政部長會議。 前法國總統尼古拉·薩科吉呼籲由歐元峰會取代歐元集團，成為歐元區「明確的經濟政府」，並表示沒有峰會歐元區就不可能繼續存在。歐元區經濟政府將與維持獨立的歐洲央行討論經濟問題。 薩科吉表示，「只有國家元首和政府首長才有必要的民主合法性」。這個想法是基於商定歐元區協調應對銀行業危機的2008年歐元區領導人會議。
他們2008年10月首次以峰會形式會面，以應對債務危機。隨後的會議分別於2010年3月、2010年5月、2011年3月、2011年7月及2011年10月舉行。 在2011年10月的會議上，各方同意將歐元峰會正式化，每年至少舉行兩次。這項變更在2012年《經濟貨幣聯盟下的穩定、協調和治理條約》中正式確定。然而，正式化以後，國家元首或政府首長未能在2013年、2014年、2016年和2017年完成每年兩次會議的目標。 歐元峰會主席與歐元集團主席是獨立職位，並與歐盟理事會主席同時選舉，與遵循相同的規則。在選舉前，歐盟理事會主席將代理履行職責。

## 會議
2011年10月，作為改善歐元區治理措施的一部分，歐元區國家元首同意每年至少舉行兩次會議。 2010年3月 至2014年11月期間，會議由赫爾曼·范宏畢主席主持。唐納·圖斯克在2014年12月1日擔任歐元峰會主席，任期於2017年5月31日結束。
| #  | 日期                             | 結論                                                                                              |
| -- | -------------------------------- | ------------------------------------------------------------------------------------------------- |
| 1  | 2008年10月12日                   | 推出銀行危機解決方案 （页面存档备份，存于）                                                       |
| 2  | 2010年3月25日                    | 聲明 （页面存档备份，存于）                                                                       |
| 3  | 2010年5月7日                     | 聲明 （页面存档备份，存于）                                                                       |
| 4  | 2011年3月11日                    | 結論 （页面存档备份，存于）                                                                       |
| 5  | 2011年7月21日                    | 聲明 （页面存档备份，存于）                                                                       |
| 6  | 2011年10月23日~2011年10月26日    | 主席說明 （页面存档备份，存于）、聲明 的存檔，存档日期[日期錯誤] (2)[日期不符]，.                 |
| 7  | 2011年12月9日                    | 聲明 （页面存档备份，存于）                                                                       |
| 8  | 2012年1月30日                    | 商定的溝通管道 （页面存档备份，存于）                                                             |
| 9  | 2012年3月2日                     | 聲明 （页面存档备份，存于）                                                                       |
| 10 | 2012年6月29日                    | 聲明 （页面存档备份，存于）                                                                       |
| 11 | 2013年3月14日                    | 歐元峰會新程序規則、主席說明                                                                      |
| 12 | 2014年10月24日                   | 聲明 （页面存档备份，存于）                                                                       |
| 13 | 2015年6月22日                    | 網站 （页面存档备份，存于）、主席關於希臘的說明：1 與 2                                           |
| 14 | 2015年7月7日                     | 網站 （页面存档备份，存于）、歐元集團會議 （页面存档备份，存于）、主席說明 （页面存档备份，存于） |
| 15 | 2015年7月12日                    | 網站、歐元集團會議、主席說明 （页面存档备份，存于）、聲明 （页面存档备份，存于）                  |
| 16 | 2017年12月15日                   | 網站 （页面存档备份，存于）、主席說明 （页面存档备份，存于）                                      |
| 17 | 2018年3月23日                    | 網站 （页面存档备份，存于）                                                                       |
| 18 | 2018年6月29日                    | 網站 （页面存档备份，存于）、聲明 （页面存档备份，存于）                                          |
| 19 | 2018年10月18日                   | 網站 （页面存档备份，存于）                                                                       |
| 20 | 2018年12月14日                   | 網站 （页面存档备份，存于）、聲明 （页面存档备份，存于）                                          |
| 21 | 2019年6月21日                    | 網站 （页面存档备份，存于）、聲明 （页面存档备份，存于）                                          |
| 22 | 2019年12月13日                   | 網站 （页面存档备份，存于）、聲明 （页面存档备份，存于）                                          |
| 23 | 2020年12月11日                   | 網站 （页面存档备份，存于）、聲明 （页面存档备份，存于）                                          |
| 24 | 2021年3月25日 （非正式視訊會議） | 網站、聲明 （页面存档备份，存于）                                                                 |
| 25 | 2021年6月25日                    | 網站 （页面存档备份，存于）、聲明 （页面存档备份，存于）                                          |
| 26 | 2021年12月16日                   | 網站 （页面存档备份，存于）、聲明                                                                 |
| 27 | 2022年6月24日                    | 網站、聲明 （页面存档备份，存于）                                                                 |
| 28 | 2023年3月24日                    | 網站 （页面存档备份，存于）、聲明 （页面存档备份，存于）                                          |
| 29 | 2023年10月27日                   | 網站 （页面存档备份，存于）、聲明 （页面存档备份，存于）                                          |
| 30 | 2024年3月22日                    | 網站、聲明 （页面存档备份，存于）                                                                 |

歐元峰會的新程序規則於2013年3月14日通過， 規定峰會每年至少舉行兩次，由主席召集，最好與歐盟高峰會相同的日期召開。 但由於不明原因，歐元峰會在2013年和2014年僅舉行一次，2016年則沒有舉行。

## 主席
在過去主席為非正式職位時，「事實上」的峰會主席一直是歐盟理事會主席，這意味著赫爾曼·范宏畢主持了自2010年3月至2014年12月以來的所有會議。峰會正式化的提案包括選出一位與歐洲理事會主席相同的主席（和任期）， 在此之前范宏畢繼續主持峰會。2012年3月1日，根據《經濟貨幣聯盟下的穩定、協調和治理條約》（TSCG），他被正式選為歐元峰會主席，任期從2012年6月1日至2014年11月30日。 接著上任的是前波蘭總理唐納·圖斯克，任期從2014年12月1日至2017年5月31日。 比利時首相夏爾·米歇爾於2019年7月2日當選，並於2019年12月1日就職。

## 成員

歐元區

|  | 姓名                         | 圖片 | 成員國     | 加入時間       |
|  | ---------------------------- | ---- | ---------- | -------------- |
|  | 克里斯蒂安·施托克尔          |      | 奥地利     | 2025年3月3日   |
|  | 巴爾特·德韋弗                |      | 比利时     | 2025年2月3日   |
|  | 安德烈·普蘭科維奇            |      |            | 2016年10月16日 |
|  | 尼科斯·赫里斯托祖利季斯      |      | 賽普勒斯   | 2023年2月28日  |
|  | 克里斯滕·米哈爾              |      | 爱沙尼亚   | 2024年7月23日  |
|  | 彼得利·歐爾波                |      | 芬兰       | 2023年6月20日  |
|  | 艾曼紐·馬克宏                |      | 法國       | 2017年5月14日  |
|  | 弗里德里希·默茨              |      | 德国       | 2025年5月6日   |
|  | 基里亞科斯·米佐塔基斯        |      | 希腊       | 2023年6月26日  |
|  | 米哈爾·馬丁                  |      | 愛爾蘭     | 2025年1月23日  |
|  | 喬治亞·梅洛尼                |      | 義大利     | 2022年10月22日 |
|  | 埃維卡·西利尼亞              |      | 拉脫維亞   | 2023年9月15日  |
|  | 吉塔納斯·瑙塞達              |      | 立陶宛     | 2019年7月12日  |
|  | 呂克·佛利登                  |      | 盧森堡     | 2023年11月17日 |
|  | 羅伯特·阿貝拉                |      | 馬爾他     | 2020年1月13日  |
|  | 迪克·史庫夫                  |      | 荷蘭       | 2024年7月2日   |
|  | 路易斯·蒙特內哥羅            |      | 葡萄牙     | 2024年4月2日   |
|  | 羅伯特·費佐                  |      | 斯洛伐克   | 2023年10月25日 |
|  | 羅伯特·哥洛布                |      | 斯洛維尼亞 | 2022年6月1日   |
|  | 佩德羅·桑切斯                |      | 西班牙     | 2018年6月2日   |
|  | 安東尼奧·柯斯塔 無投票權主席 |      | 欧洲联盟   | 2024年12月1日  |

備註
其他歐盟機構的主席，例如歐盟執委會主席和歐洲中央銀行行長也出席會議。也可邀請歐元集團主席和歐洲議會議長，歐元峰會主席應在每次歐元峰會會議後向歐洲議會提交報告。《歐洲財政協定》條約的非歐元區簽署國國家元首或政府首長每年至少參與一次，以制定適用於他們的條約政策。在一些峰會上，其他領導人也可能會參與會議，例如英國首相曾出席2008年的峰會。